# 少刺細鰩
少刺細鰩（學名：Rajella paucispinosa），為軟骨魚綱鰩目鰩科鰩屬的一種，分布於西印度洋莫三比克南部外海海域，深度可達1230公尺，本魚體盤為倒心形，外角寬圓，體長至腹部中部短於尾長，眶前吻長為體長的10.9%，第一鰓裂間距離為體長的14.1%，其背面幾乎完全被真皮小齒覆蓋，尾部有大而粗且密集的小刺，兩側各有一根小而鈍的眶前和眶後刺，背面為純白白色，腹面為灰白色，上顎牙齒排數31列，體長可達47.1公分，棲息在深海，為底棲性魚類，肉食性，卵生，生活習性不明。